# Norris Castle

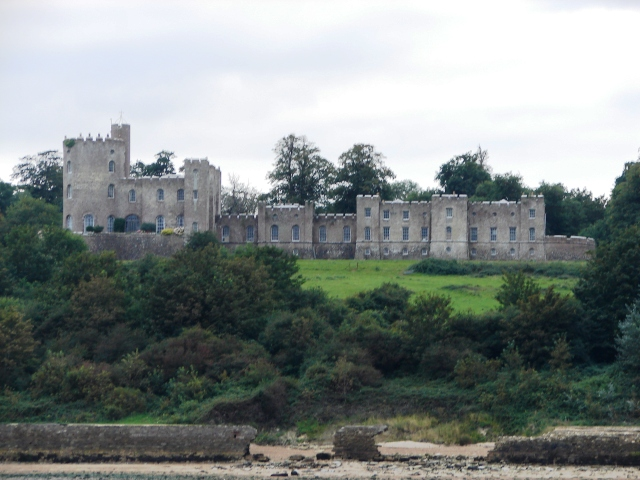
Norris Castle - East Cowes

Norris Castle ist ein Herrenhaus am nordöstlichen Ende des Dorfes East Cowes auf der Isle of Wight. Es wurde von James Wyatt 1799 für Lord Henry Seymour im normannischen Stil entworfen. Es hat eine Fassade mit Zinnen, ist aber keine echte Burg. Die Zinnen dienten nie der Verteidigung. Ursprünglich diente das Haus gesellschaftlichen Veranstaltungen. Trotz seiner Größe besitzt es nur vier Schlafräume. Der größte Teil des Gebäudeinneren wird von nur einem Raum eingenommen und der Verbindungskorridor ist sehr massiv. Dadurch entsteht der Eindruck einer großen Burg. English Heritage hat das Haus 1951 als historisches Gebäude I. Grades gelistet.
Wyatt entwarf auch einen Bauernhöfe weiter im Inneren der Insel im selben Stil.
Georg IV. besuchte das Herrenhaus 1819 und Prinzessin Alexandrina, die spätere Königin Victoria, und ihre Mutter, Victoire 1831. Victoire weilte 1859 erneut in Norris Castle. Königin Victoria kaufte später Osborne House, das östliche Nachbaranwesen. Von 1880 bis 1903 gehörte das Herrenhaus dem Duke of Bedford und seiner Gattin. Der deutsche Kaiser Wilhelm II. war ein häufiger Besucher.
In den 1960er- und 1970er-Jahren war das Herrenhaus öffentlich zugänglich; heute ist es geschlossen.